# Ahmad al-Abdallah al-Sabah
Ahmad al-Abdullah al-Ahmad al-Sabah (en arabe : أحمد عبد الله الأحمد الصباح ; né le 5 septembre 1952) est un économiste, homme politique koweïtien et membre de la famille régnante Al Sabah. Il est ministre du Pétrole (en) entre 2009 et 2011 et Premier ministre du Koweït depuis le 15 mai 2024.

## Biographie
Sabah naît le 5 septembre 1952. Il obtient un baccalauréat en finance de l'Université de l'Illinois en 1975.
Sabah travaille à la Banque centrale du Koweït de 1978 à 1987. Il travaille ensuite dans des institutions financières privées de 1987 à 1999. Pendant cette période, il est président de la Burgan Bank SAK (en). Il est ministre des Finances (en) de 1999 à 2001. Il est nommé ministre de la Communication en 1999 et ministre de la Santé en mars 2007, mais reçoit un vote de censure à l'Assemblée nationale qui conduit à la démission du gouvernement le 4 mars.
En février 2009, Sabah est nommé ministre du Pétrole, étant le cinquième ministre depuis 2006. Il remplace Mohammad Al Olaim en tant que ministre du Pétrole qui démissionne de ses fonctions en novembre 2008. Entre novembre 2008 et février 2009, Mohammad Sabah al Sabah occupe le poste de ministre du Pétrole par intérim. Le mandat d'Ahmad al Sabah en tant que ministre du Pétrole prend fin en mai 2011 lorsque Mohammad al Busairi le remplace,.
Sabah est nommé chef de la Cour du prince héritier en 2021. À l'issue des élections législatives koweïtiennes de 2024, il est nommé premier ministre le 15 avril 2024, succédant à Muhammad al-Sabah al-Salim al-Sabah à ce poste. Il prête serment avec le reste de son gouvernement et entre en fonctions le 15 mai suivant